# Irish Albums Chart
Irish Albums Chart es la lista de popularidad de álbumes estándar de la industria musical irlandesa publicada semanalmente por la Irish Recorded Music Association (IRMA). Anteriormente, Chart-Track recopilaba las listas en nombre de IRMA, y desde 2017 lo hace Official Charts Company. Las clasificaciones de las listas se basan en las ventas, que se recopilan a través de datos de venta al por menor capturados electrónicamente cada día de los sistemas de puntos de venta de los minoristas y de determinados minoristas digitales. Todas las grandes tiendas de discos y más de cuarenta independientes envían datos para las listas, lo que representa más del 80% del mercado, según Chart-Track. La Irish Recorded Music Association elabora y publica una nueva lista el viernes a mediodía. Las listas se fechan con la fecha de fin de semana del jueves anterior (es decir, la víspera de su publicación).
Se publica como Top 100; sin embargo, los registros de Chart-Track sólo registran el Top 75 en los archivos.